# Carex kwangtoushanica
Carex kwangtoushanica är en halvgräsart som beskrevs av Kun Tsun Fu. Carex kwangtoushanica ingår i släktet starrar, och familjen halvgräs. Inga underarter finns listade i Catalogue of Life.